# Sobra de Terras
Serra da Sobra de Terras também conhecido como Bela Vista, é o segundo mais elevado acidente geográfico do município de Conceição de Macabu
Com aproximadamente 959 metros acima do nível do mar, segundo a carta aerofotogramétrica de 1967 do IBGE.
Possui grande densidade florestal, com predomínio da Mata Atlântica. Das nascentes da Serra da Sobra de Terras originam-se dois dos mais importantes rios do município de Conceição de Macabu: o rio Macabuzinho e o rio Santa Catarina. Esses rios são afluentes do rio Macabu, constituindo parte importante de sua bacia hidrográfica.